# Xian de Yongjing
Pour les articles homonymes, voir Yongjing.
Le xian de Yongjing (chinois simplifié : 永靖县 ; pinyin : yǒngjìng xiàn) est un district administratif de la province du Gansu en Chine. Il est placé sous la juridiction de la ville-préfecture de la préfecture autonome hui de Linxia.

## Démographie
La population du district était de 195 380 habitants en 1999.

## Monuments
Le monastère de Hongcheng, un monastère du bouddhique de l'école Sakya du bouddhisme tibétain, détruit en 1958, reconstruit en 2009 et enseignant à plus de 3000 moines et nonnes est fermé de force en août 2021.